# Kalee Kreider
Kalee Kreider (sinh năm 1971) là Giám đốc Truyền thông tại Hội Địa lý Quốc gia (National Geographic Society). Cô ấy là cựu cố vấn môi trường và phát ngôn viên của Al Gore. Với vị trí đó, cô ấy đã giúp phát triển các ý tưởng và tài liệu cho bộ phim tài liệu Sự thật phũ phàng (An Inconvenient Truth). Cô ấy là Cố vấn Cấp cao của Quỹ phát triển Liên Hợp Quốc.

## Giáo dục và bước đầu sự nghiệp
Kreider được sinh ra ở Columbus, Ohio. Cô ấy học lịch sử tại Rollins College, và tốt nghiệp vào năm 1992. Cô ghi danh vào Rollins College vì Pedro Pequeño, một nhà nhân loại học. Cô bắt đầu sự nghiệp của mình với tư cách là thành viên của Truman Fellow dưới chính quyền Clinton. Cô được chọn làm Học giả ở nhà Trắng Scholar-in-Residence, và theo đuổi dự luật tội phạm Clinton. Cô ấy rời nhà Trắng để xây dựng một tổ chức phi chính phủ tên Ozone Action. Cô làm việc cho Greenpeace và tổ chức Bảo vệ di sản quốc gia (hiện là một phần của Quỹ từ thiện Pew). Trong thời gian làm việc của cô tại Greenpeace, Kreider đã đàm phán ở Nghị định thư Kyoto.

## Sự nghiệp
Sau cuộc Bầu cử tổng thống Hoa Kỳ năm 2000, rõ ràng là Kyoto Protocol sẽ không được phê chuẩn.  Kreider Kreider rời bỏ chính sách khí hậu và làm việc tại Bộ Truyền thông Fenton. Cô được tuyển vào đội của Al Gore để giúp viết bài diễn văn về Chiến tranh Iraq.
Kreider chuyển đến Nashville, Tennessee, nơi cô từng chuyển đến vào năm 2006 để gia nhập phòng làm việc cho Al Gore. Cô ấy từng là cố vấn môi trường của Gore. Trong thời gian này, cô đã nghiên cứu và quảng bá cuốn sách bán chạy nhất của Al Gore và bộ phim tìa liệu Sự thật phũ phàng. The work she did with Gore contributed to his Nobel Peacerize.
Vào năm 2013, Kreider tự thành lập công ty của riêng mình, Kreider Strategies LLC. Công ty của cô cung cấp thông tin về biến đổi khí hậu và công nghệ. Vào năm 2019, cô được bổ nhiệm làm Giám đốc Nội dung tại Hội Địa lý Quốc gia, nơi cô sẽ là đầu tàu cho các vấn đề liên quan đến công ty và truyền thông.
Cô là cố vấn cấp cao của tổ chức phi chính phủ tên là United Nations Foundation và Vulcan Inc.. Cô đã kêu gọi nhiều phụ nữ tham gia vào việc giám sát và giảm thiểu biến đổi khí hậu.

### Đời sống cá nhân
Kreider kết hôn với Jack Pratt, một nông dân đã trở thành chính trị gia.